# Пограничное Дворище (Минский район)
Пограничное Дворище (бел. Паграні́чнае Дво́рышча) — деревня в Минском районе Минской области Республики Беларусь. В составе Шершунского сельсовета.

## География
Пролегает дорога Н8968.
Ближайшие населённые пункты Довборово, Слобода и др.

## История
В 1905 году в Радошковской волости Вилейского уезда Виленской губернии.

## Население

### Численность
- 2009 год — 11 человек

### Динамика
- 1905 год — 146 человек (79 муж. и 67 жен.)[2]
- 1999 год — 26 человек (перепись населения)
- 2009 год — 11 человек (перепись населения)[2]